# Rose Valley Glacier
Rose Valley Glacier är en glaciär i Antarktis. Den ligger i Sydshetlandsöarna. Argentina, Chile och Storbritannien gör anspråk på området. Rose Valley Glacier ligger 104 meter över havet.
Terrängen runt Rose Valley Glacier är kuperad söderut, men norrut är den platt. Havet är nära Rose Valley Glacier åt nordost. Trakten är glest befolkad. Närmaste befolkade plats är Maldonado Station, 19,6 kilometer öster om Rose Valley Glacier. 